# 현덕
현덕(玄德, 본명: 현경윤, 본명 한자: 玄敬允, 1909년 2월 15일~몰년(1950년 10월 초순 당시 월북 이후 생사 여부 시기 불분명 및 1961년? 이후부터 행방 묘연) 미상)은 일제 시대와 북의 작가이며, 본은 연주이고, 대한제국 한성 생으로, 현재덕 작가의 친형이다. 직계 가계로는 1950년 사변 당시 과부 모친과 막내 아우(재덕)와 함께 대동하여, 모두 5명 동반 월북한, 아내와 외동딸이 있었다.

## 생애
1932년 《동아일보》에 동화 〈고무신〉을 발표한 뒤, 김유정, 김기림, 이석훈, 박태원, 안회남, 이상 등과 교유하는 습작 기간을 거쳐 1938년 《조선일보》 신춘문예에 〈남생이〉가 당선되면서 정식 데뷔했다. 처녀작인〈남생이〉의 화자는 ‘노마’라는 소년이며, 노마가 주인공으로 등장하는 동화를 《소년조선일보》와 어린이 잡지 《소년》에 꾸준히 발표하는 등 아동 문학에 관심이 컸다. 이후 〈경칩〉(1938년), 〈두꺼비가 먹은 돈〉(1938년), 〈골목〉(1939년), 〈잣을 까는 집〉(1939년), 〈녹성좌〉(1939년), 〈군맹〉(1940년)을 차례로 발표했으나, 건강이 좋지 못한데다 태평양 전쟁 기간 중의 어렵던 시절이라 더이상의 작품 활동을 하지 못했다. 그러나 광복 후 월북을 한 이후에는 1961년까지 〈싸우는 부두〉 등의 단편 소설을 자작함으로써 작품 활동을 계속한 것으로 알려져 있다. 작품 경향은 농민과 도시 빈민의 참혹한 현실을 묘사하며 사회 구조적 모순을 인식하려는 내용이 주를 이룬다. 데뷔 시기가 조선프롤레타리아예술가동맹(카프) 해체 이후이므로 카프에 직접 가담한 적은 없으나, 카프의 이념적 성향과 대체로 방향이 일치하는 작품을 썼다.

## 가족 관계
- 동생: 현재덕(玄在德, 1912년 2월 22일 ~ ?) 아동문학가, 한국화가, 동양화가, 서양화가, 조각가, 판화가

## 학력
- 경기인천대부보통학교(졸업)
- 경성중동고등보통학교(전퇴) → 경성제1고등보통학교(중퇴)

## 같이 보기
- 현재덕

## 참고 자료
- 김영순, 아동문학 선구자 현덕 - 생애와 업적 (동심넷 - 아동문학선구자기념관)
- 원종찬, 〈현덕 문학의 재조명 보관됨 2007-09-28 - 웨이백 머신〉, 1996.
- 이희동, 〈인천인물100人·30 아동작가 현덕〉, 2005.